# Кулуево
Кулу́ево — село в Аргаяшском районе Челябинской области. Административный центр Кулуевского сельского поселения. Согласно переписи 2020 года население составляло 2514 человек.
Ближайшие населённые пункты — деревни Казырова, Айбатова, Берёзовка и Ялтырова. Кулуево расположено на дороге «Челябинск — Яраткулова». Через село протекают реки Миасс, Куянбай и Кургайды.

## Население
| 2002 | 2010  |
| ---- | ----- |
| 2774 | ↘2764 |

Согласно переписи 2002 года, преобладающая национальность — башкиры (69 %).
По данным Всероссийской переписи, в 2010 году численность населения посёлка составляла 2764 человека (1305 мужчин и 1459 женщин).

## Улицы
Уличная сеть села состоит из 21 улицы.

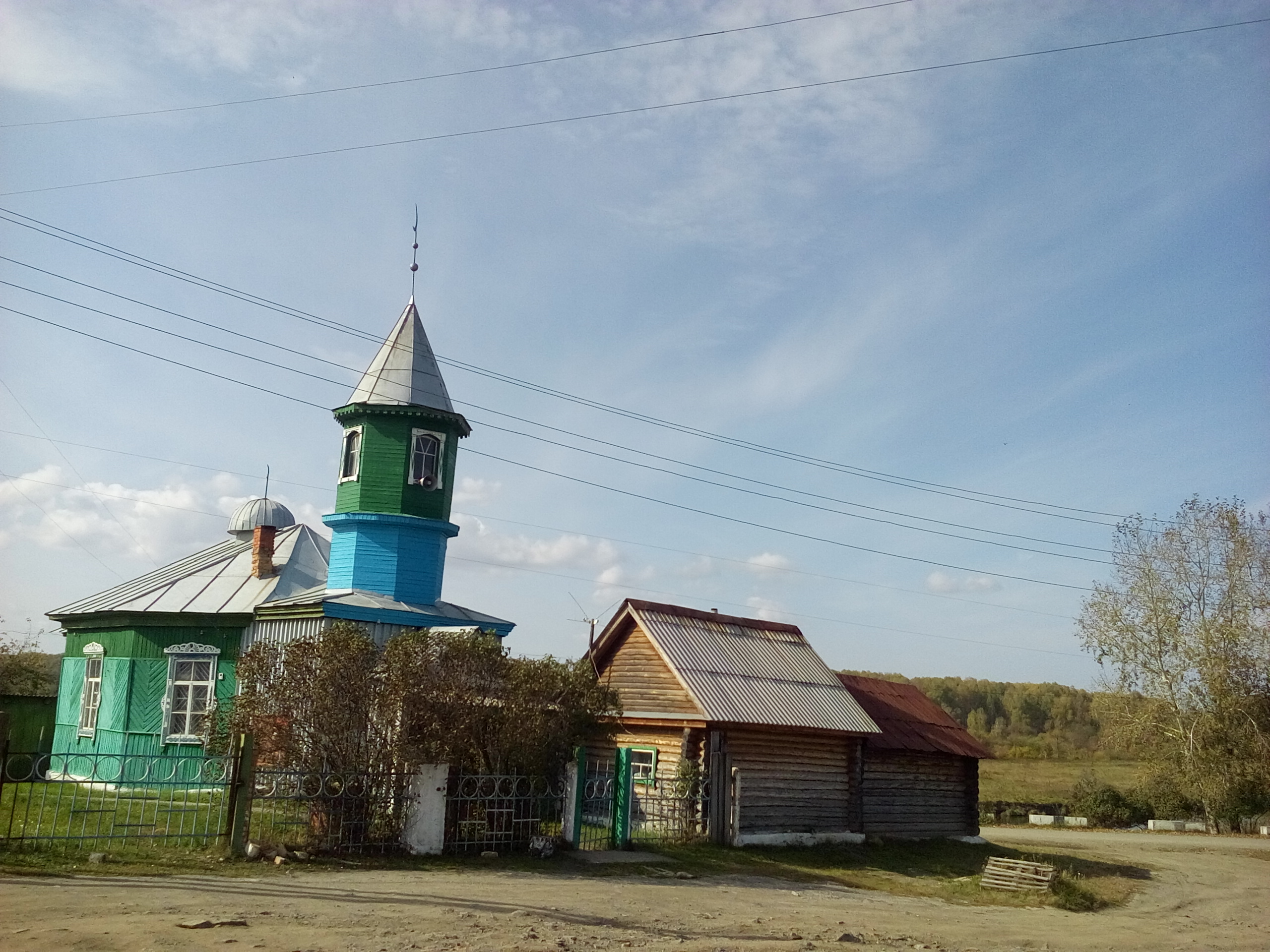
Сельская мечеть

## Религия
В селе есть две мечети.